# アレクシス・キヴィ

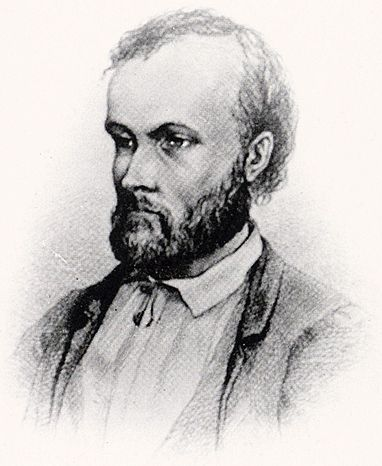
1873年頃にアルベルト・エーデルフェルト (Albert Edelfelt) によって描かれたアレクシス・キヴィ

アレクシス・キヴィ（Aleksis Kivi 発音、出生名はAlexis Stenvall、1834年10月10日 - 1872年12月31日）は、フィンランド、ヌルミヤルヴィ、パロヨキ出身の小説家、劇作家。38歳で夭折し、文学活動は1860年代から10年と短い期間であった。しかし、新ロマン主義、自然主義、写実主義をフィンランドにおいて先取りした作風で、フィンランド国民文学の父と称された。主著は『七人兄弟』（en）である。
キヴィは洋服仕立屋の子供として生まれるものの、生涯貧困と病気で苦しんだ。独学で大学に入学し、スペインの作家ミゲル・デ・セルバンテスや古代ギリシアの吟遊詩人ホメーロス、イタリアの作家ダンテ・アリギエーリ、イギリスの劇作家、詩人のウィリアム・シェイクスピアらの影響を受けた。在学中の1860年に著した戯曲『クッレルヴォ』は、フィンランドの民族叙事詩『カレワラ』に登場する英雄クッレルヴォの兄妹相姦による悲劇を描いたもので、フィンランド文学協会賞を受賞した。
その他の戯曲には、1864年に著された喜劇『寒村の靴屋』や1866年に著された『婚約』、1869年に聖書を元にした『レア』がある。
しかし、行き過ぎたリアリズムと非難され、心労やアルコール中毒による精神障害が原因で38歳でトゥースラにて夭折した。伝説によると、彼の最後の言葉は「私は生きている」だった（フィンランド語: Minä elän）。
小惑星(4181) Kiviはキヴィの名前にちなんで命名された。

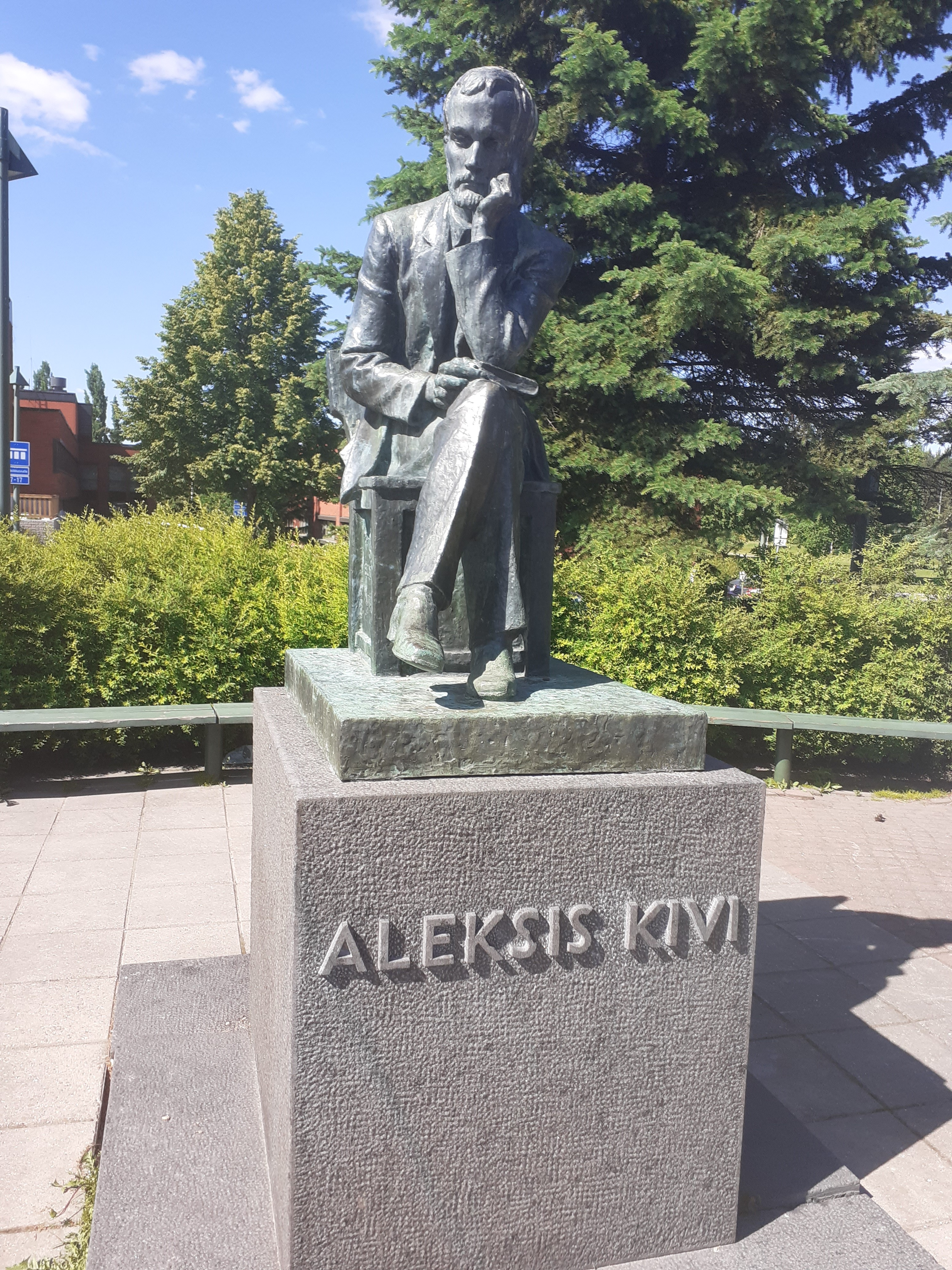
ヌルミヤルヴィのアレクシス・キヴィの像

## 主な作品
- 七人兄弟（en: Seven Brothers）
- クッレルヴォ
- パロヨキ（fi: Palojoki）